# Chợ vải Ninh Hiệp
Chợ vải Ninh Hiệp còn có tên gọi khác là chợ Ninh Hiệp (phổ biến), chợ Nành Ninh Hiệp, chợ làng Nành hay chợ Nành là một chợ vải có quy mô lớn tại khu công nghiệp Ninh Hiệp, xã Ninh Hiệp, huyện Gia Lâm, thành phố Hà Nội. Chợ nằm cách trung tâm thành phố Hà Nội khoảng 12 km  theo đường chim bay và khoảng 15 km đường bộ. Hiện nay, chợ được biết đến như là một trong những chợ đầu mối trung chuyển vải của Trung Quốc lớn nhất miền Bắc Việt Nam. Chợ vải Ninh Hiệp được báo chí gọi là "con đường tơ lụa" và đồng thời là một trong những chợ cổ nhất Việt Nam.

## Lịch sử hình thành
Thời điểm thành lập chợ không được biết chính xác, nhưng có lẽ nó chính là kết quả của sự phát triển ngành trồng dâu nuôi tằm, kéo tơ dệt lụa những năm đầu thế kỉ thứ 11, 12 tại đây (gắn liền với sự tích Lý nhũ Thái Lão). Ngoài dấu tích chợ Nành xưa được gìn giữ lại cho đến hiện nay thì còn phát hiện 2 dấu tích của chợ cũ.

### Bãi mả chợ
Theo Thần phả miếu Thượng Thôn (Ninh Hiệp), triều đại nhà Lý, ông Đào Chân từ dưới nam đem vợ con đi làm ăn, đến hương Phù Ninh (tên cũ của làng Nành thuộc xã Ninh Hiệp), thì dừng lại mở quán nước gần Song Lâm Tự – nơi đây có đường thông đi các ngả như Đình Bảng, Phù Chẩn, Phù Đổng và đi sâu vào các làng khác trong vùng. Người qua lại ngày càng đông, hàng hóa ngày càng nhiều, cần có nhu cầu trao đổi, nên khu vực bán hàng của ông dần dần trở thành cái chợ, trước vắng sau đông.

### Soi chợ Nành
Theo thời gian, chợ cũ không thích hợp với nhu cầu tăng cao nên đã chuyển ra bãi rộng ven sông Thiên Đức, cạnh bến Dỹ, là đầu mối giao thông giữa kinh đô Thăng Long với các tỉnh phía Bắc. Năm 1758 (năm Cảnh Hưng thứ 19), có lẽ lúc này đất nước biến loạn, giặc cướp triền miên, chợ ở ngoài làng không an toàn nên phải chuyển vào giữa làng nên mới có vị trí như hiện nay. Thời gian đầu chợ nhỏ, cũng chỉ có rau, gạo,... Sau đó do hàng hóa phát triển, người đông, thì có những quy định về an ninh, ngày phiên chợ. Ca dao xưa có câu "chợ Nành một tháng sáu phiên". Chợ Nành trước năm 1945 có 4 dãy, 30 gian, dãy trong 5 gian đủ kèo cột, bán đủ các loại mặt hàng từ thịt, gạo, vải lụa, tạp hóa,...

## Phân chia các khu chợ
Chợ vải Ninh Hiệp được chia thành 2 khu chợ và 2 khu trung tâm thương mại bao gồm: chợ Nành Ninh Hiệp, chợ Phú Điền, trung tâm thương mại chợ Ninh Hiệp (tên khác: trung tâm thương mại chợ Sơn Long), trung tâm thương mại chợ Vĩnh Phát.

## Các vụ việc liên quan
Cuối năm 2013 – đầu năm 2014, Ủy ban Nhân dân (UBND) thành phố Hà Nội triển khai dự án về việc cải tạo lại chợ Nành Ninh Hiệp (chợ cũ), phá trường THCS xã Ninh Hiệp để xây thêm chợ mới và di chuyển bãi đỗ xe của chợ. Hàng loạt nhân dân, bao gồm tiểu thương trong chợ ồ ạt nổi dậy phản đối việc UBND thành phố triển khai dự án bằng biện pháp nghỉ không đi chợ, cho con em nghỉ học hàng tháng, dọa đốt chợ và biểu tình để chống đối hành động của UBND thành phố. Họ thậm chí ngủ lại ở chợ để phản đối việc cải tạo chợ do chợ chưa quá cũ và cũng không có thêm chỗ để bán hàng. Người dân địa phương bức xúc cho rằng, việc thi công dự án này của UBND thành phố đã làm ảnh hưởng đến những di tích tâm linh của xã Ninh Hiệp nói riêng và của thành phố Hà Nội nói chung. Có nhiều xã viên của hợp tác xã đã phản ánh và rất bức xúc với Ban Chủ nhiệm của hợp tác xã Ninh Hiệp và lãnh đạo UBND xã Ninh Hiệp về việc một số cán bộ tự ý nhận tiền đền bù để di chuyển bãi đỗ xe của chợ, trong khi đó dự án "phá hủy bãi đỗ xe của chợ Nành" chưa có quyết định nào thực hiện công việc này.
Sau khi đối thoại với nhân dân xã Ninh Hiệp, chính quyền UBND huyện Gia Lâm đồng ý không cho phép phá trường học xây thêm chợ, không xây lại chợ cũ và doanh nghiệp phải tạm dừng thi công dự án. Hơn nữa, các tiểu thương trong chợ đã tổ chức mua năm chiếc quan tài về để đặt sẵn tại bãi đỗ xe của chợ, dán ảnh ban lãnh đạo chính quyền thành phố lên năm chiếc quan tài, doạ giết hại ban lãnh đạo thành phố và thay phiên nhau với các tiểu thương khác cùng mua hoa quả về để thắp hương mỗi ngày gây xúc phạm đến ban lãnh đạo chính quyền thành phố, lôi kéo các tiểu thương khác cùng ăn ngủ tại bãi giữ xe, khóa và xích xe lại tại chính bãi đỗ để ngăn chặn không cho chính quyền thành phố thực hiện dự án, kêu gọi các học sinh viết đơn xin nghỉ học hoặc tự ý cho con nghỉ không cho đến trường để gây cho chính quyền thành phố bị áp lực. Có nhiều người dân, học sinh cầm cờ, trống, chiêng, thanh la kéo đến trụ sở Ủy ban Nhân dân xã Ninh Hiệp và Đồn Công an Bắc Đuống để hò hét, đập phá hay thậm chí là chửi bới gây ra rối loạn trong địa phương.
Sau khi Công an thành phố Hà Nội điều tra và làm rõ vụ việc vào cuối năm 2015, đã phát hiện người đứng đầu vụ việc là bà Hoàng Thị Vinh, sinh năm 1949, là một tiểu thương lâu năm trong chợ. Bà đã bị Tòa án nhân dân huyện Gia Lâm tuyên phạt 15 tháng tù giam về tội "Gây rối trật tự công cộng". Bốn đồng phạm còn lại của bà đều lĩnh 12 tháng tù treo với cùng tội danh trên. Sau khi án sơ thẩm tuyên, bị cáo Vinh đã làm đơn kháng cáo xin giảm nhẹ hình phạt. Xét bị cáo Vinh tuổi cao, sức khỏe không tốt, chồng bà là thương binh nên Tòa án nhân dân thành phố Hà Nội quyết định giảm án cho bà xuống còn 12 tháng tù giam. Cho dù vụ việc vẫn đang được diễn ra nhưng chính quyền thành phố vẫn khẳng định rằng sẽ không dừng thi công dự án này.
Ngày 26 tháng 12 năm 2015, trước việc phản đối chính quyền lấy đất bãi trông giữ xe của chợ Nành Ninh Hiệp, Phó Thủ tướng Nguyễn Xuân Phúc đã đề nghị UBND thành phố Hà Nội xử lý dứt điểm vụ việc lấy đất tại xã Ninh Hiệp và phải báo cáo kết quả lên Thủ tướng trước 31 tháng 1 năm 2016.
Vụ việc này sau đó cũng đã được chính quyền địa phương các cấp giải quyết và đề nghị nhân dân, các tiểu thương trong chợ quay trở lại và hoạt động tích cực cho việc buôn bán và phát triển ngành kinh tế của địa phương. Ngoài ra chính quyền cũng yêu cầu các bậc phụ huynh cho con em quay trở lại trường để tiếp tục việc học tập.

## Buôn bán hàng giả, hàng nhái
Tuy Ninh Hiệp là một chợ vải lớn nhất miền Bắc Việt Nam nhưng không thể tránh khỏi những tình trạng buôn bán hàng nhập lậu, hàng giả và hàng nhái trong chợ. UBND thành phố Hà Nội đã thường xuyên điều phối Lực lượng Quản lý thị trường thành phố đi kiểm tra, phát hiện và thu giữ một số lượng lớn hàng giả, hàng nhái, hàng nhập lậu tại các ki-ốt trong chợ.